# Przedsiębiorstwo Komunikacji Samochodowej w Grodzisku Mazowieckim
PKS Grodzisk Mazowiecki, Przedsiębiorstwo Komunikacji Samochodowej w Grodzisku Mazowieckim Sp. z o.o. – firma transportowa z siedzibą w Grodzisku Mazowieckim. PKS Grodzisk Mazowiecki obsługuje komunikację miejską w Grodzisku Mazowieckim, Żyrardowie, Ząbkach i utrzymuje regularne połączenia autobusowe w zachodniej części województwa mazowieckiego. Firma jest jednym z kilku prywatnych ajentów, którzy na zlecenie Zarządu Transportu Miejskiego obsługują linie w ramach warszawskiej komunikacji miejskiej. Firma obsługuje bezpłatne linie autobusowe dowożąc klientów z Warszawy i okolicznych miejscowości do centrów handlowych i targowych. Ponadto, firma obsługuje również linie Zarządu Transportu Metropolitalnego w Katowicach.

## Ajent ZTM Warszawa
Od 1 września 1994 spółka tymczasowo obsługiwała linię podmiejską 714 łączącą wówczas Pruszków z Ożarowem Mazowieckim. W 1996 firma podpisała kontrakt na obsługę linii podmiejskiej 713. Od tej pory zdobywała krótkoterminowe zlecenia na obsługę kolejnych, najczęściej peryferyjnych linii.
W 2001 PKS Grodzisk Mazowiecki rozpoczął realizację swojego pierwszego kontraktu na 36 brygad do obsługi linii w północnej oraz zachodniej części Warszawy. Do wykonania zlecenia zakupiono 25 nowych autobusów średniopodłogowych Jelcz 120M. Kontrakt z ZTM został zawarty na trzy lata i został zakończony w 2004. 
W 2004 firma rozpoczęła prowadzenie przewozów na podstawie trzyletniego kontraktu na 30 brygad w północnej oraz południowej części Warszawy. Do obsługi przeznaczono 33 autobusy typu Jelcz Supero, będące zmodyfikowaną wersją autobusu Jelcz 120M.
Obecnie PKS Grodzisk wykonuje jeden kontrakt z ZTM, który wygrał w zorganizowanym przez władze miasta przetargu:
- Kontrakt na obsługę 50 brygad w latach 2017-2024, obsługiwanych przez Solarisy Urbino 12 i MANy NL293 Lion's City, z głosową informacja pasażerską wewnątrz, jak i na zewnątrz.

Nowe pojazdy kursują według nowych standardów ZTM, muszą m.in. posiadać białe wyświetlacze, nowe piktogramy, nowe malowanie, a kierowcy muszą znać język polski w stopniu B1 i być zatrudnieni na umowę o pracę.
| Marka                    | Eksploatacja | Liczba |
| ------------------------ | ------------ | ------ |
| Solaris Urbino III 12    | 2017-2024    | 49     |
| Man Lion`s City A37 B100 | 2017-2024    | 5      |

Autobusy PKS Grodzisk oznaczone są numerami taborowymi 93xx. 
| Marka                   | Eksploatacja | Liczba |
| ----------------------- | ------------ | ------ |
| Scania CN270UB OmniCity | 2007-2017    | 107    |
| Scania CN280UB OmniCity | 2008-2017    | 2      |

### Wypadki w Warszawie
24 kwietnia 2008 autobus PKS Grodzisk Mazowiecki marki Scania warszawskiej linii 505, zderzył się z drzewem na al. Lotników, zrywając linię energetyczną. Pięciu pasażerów zostało rannych. Według ustaleń straży pożarnej przyczyną było zasłabnięcie kierowcy. Policja wszczęła dochodzenie.
Kolejny wypadek z udziałem autobusu należącego do PKS Grodzisk Mazowiecki miał miejsce w marcu 2009. Autobus uderzył w dom przy ul. Złotej Jesieni w Aleksandrowie pod Falenicą.
31 marca 2010 o godzinie 14 autobus linii 173 firmy PKS Grodzisk Mazowiecki, jadący z prędkością 70 km/h po wąskiej drodze, uderzył w drzewo w warszawskiej dzielnicy Wesoła. Kierowca autobusu nagle zjechał w prawo, nie opanował pojazdu i pojazd uderzył w brzozę, którą przeciągnął przed sobą. Siła uderzenia spowodowała niemalże rozerwanie przedniej części pojazdu oraz wyrwanie przednich drzwi. Sześć osób zostało rannych.

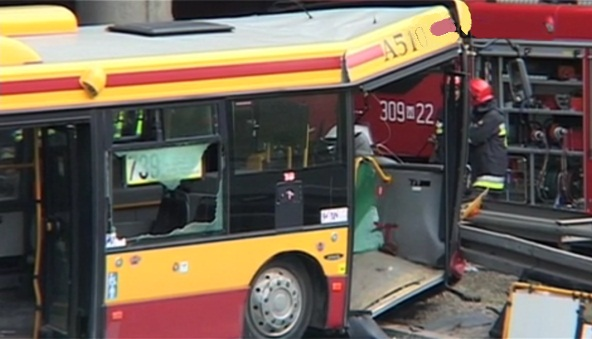
Autobus linii 739 w rejonie Służewca u zbiegu ulic Puławskiej, 14 maja 2011

Do kolejnego, czwartego wypadku doszło 14 maja 2011 na Warszawskim Mokotowie w rejonie Służewca u zbiegu ulic Puławskiej i Rzymowskiego. W katastrofie ucierpiało 38 osób. Autobus Grodzisk Mazowiecki linii 739 jechał w kierunku Piaseczna. Kierowca zjeżdżając z wiaduktu przejechał przez barierkę i zjechał z nasypu, a następnie zderzył się z samochodem osobowym – powiedział rzecznik stołecznej policji Maciej Karczyński. Wstępne ustalenia policji mówiły, że prawdopodobnie kierowca zasłabł. Prowadzący samochód osobowy został lekko ranny. Wśród 38 rannych było kilkanaścioro dzieci, jedno doznało złamania kręgosłupa. W akcji udział brało 16 zespołów, a na miejsce wypadku przyjechał również wojewoda mazowiecki Jacek Kozłowski, przez 7 godzin wyłączone z ruchu były trzy pasy ul. Rzymowskiego. Kierowca po wypadku został ciężko ranny i był nieprzytomny. Karetki rozwiozły 30 osób do szpitali. Początkowo policjanci zakładali trzy wersje wydarzeń: zasłabnięcie kierowcy, awarię autobusu i błąd w prowadzeniu pojazdu. Dwie pierwsze wersje zostały wykluczone, a zdarzenie zostało zakwalifikowane przez prokuraturę jako sprowadzenie katastrofy w ruchu lądowym. Okazało się, że 56 letni Marek B., kierowca miejskiego autobusu, zjeżdżając ślimakiem z estakady nie zasłabł, a schylił się ściszając radio.

### Zajezdnia
Warszawska zajezdnia firmy zlokalizowana jest przy ulicy Klementowickiej w dzielnicy Targówek. Od 2017 roku wszystkie nowe Solarisy otrzymały numery od 9311 do 9359, a MAN-y od 9301 do 9305. W 2017 roku zajezdnia została gruntownie zmodernizowana. Wybudowana została nowoczesna hala serwisowa, wyremontowano budynek biurowy i zmieniono nawierzchnię placu. 

### Protesty i kontrowersje
13 maja 2008 ukraińscy kierowcy przeprowadzili protest nie wyjeżdżając 32 autobusami z zajezdni autobusowej. Z powodu protestu przez 2 godziny panowało zamieszanie w mieście w rejonach obsługiwanych jedynie przez jedną linię. ZTM ukarał finansowo spółkę PKS Grodzisk za niezrealizowanie kursów. Protest został zainicjowany, ponieważ czas pracy kierowców wynosi 16 godzin dziennie. Kierowcy twierdzili, że firma zatrzymuje ich paszporty oraz że miesięczna norma pracy wynosi około 300 godzin, ponadto firma nakłada kary za przekroczenie norm paliwowych. Dyspozytorzy MZA, którzy kontrolują ruch na pętlach autobusowych twierdzili, że wielokrotnie interweniowali u zwierzchników w sprawie przemęczonych pracowników. 24 kwietnia Scania linii 505 grodziskiego PKS zderzyła się z drzewem na al. Lotników, zrywając linię energetyczną. Pięciu pasażerów zostało rannych. Według ustaleń straży pożarnej przyczyną było zasłabnięcie kierowcy. Policja wszczęła dochodzenie. Prezes PKS Grodzisk Mazowiecki Zenon Marek negocjował podczas protestu z kierowcami w zajezdni przy Klementowickiej na Targówku. Ukraińcy uzyskali zapewnienie o zwrocie pieniędzy potrąconych za przekroczenie norm paliwowych. W wywiadzie w Gazecie Wyborczej prezes nie zaprzeczył, że kierowcy mogą przejeżdżać 300 godzin w miesiącu, jednak zapewnił, że takie sytuacje mają miejsce rzadko, przyznał również, że ukraińscy kierowcy zarabiają mniej, ponieważ są słabiej wyszkoleni. Dlatego też w 2008 została przeprowadzona kontrola przez Główny Inspektorat Transportu Drogowego, która obejmowała sprawdzenie zgodności z obowiązującymi przepisami, w szczególności z ustawą o transporcie drogowym i ustawą o czasie pracy kierowców. Wyniki kontroli pokazały, że kierowcy PKS Grodzisk Mazowiecki przekraczają normy czasu pracy, dlatego inspektorat nałożył 30 000 zł kary.
Na Ursynowie w pobliżu Lasu Kabackiego pojazd marki Scania linii 179 zjechał z ul. Płaskowickiej na polną drogę i zatrzymał się dopiero przed lasem na polu. Na miejsce przyjechała policja. Kierowca, obywatel Ukrainy, miał 2,5 promila alkoholu we krwi.
Aktualnie firma jest stale nadzorowana przez warszawski ZTM.

## Pozostała działalność
PKS Grodzisk obsługuje wszystkie jedenaście linii autobusowych wchodzących w skład komunikacji publicznej Gminy Grodzisk Mazowiecki.
 Firma realizuje stałe kursy w miejscowościach:
- Błonie
- Brwinów
- Jaktorów
- Kampinos
- Komorów
- Leszno
- Milanówek
- Mszczonów
- Ożarów Mazowiecki
- Płock
- Pruszków
- Sochaczew
- Warszawa
- Ząbki (od 1 lutego 2010 obsługa lokalnej linii X z Ząbek do Warszawy. Do obsługi tej linii sprowadziła z Niemiec używane autobusy typu MAN EL202, zastąpione później przez Jelcze Supero używane poprzednio do obsługi warszawskiego kontraktu. Od września 2011 PKS Grodzisk Mazowiecki obsługuje również okólną linię Ząbki-1 łączącą najważniejsze punkty miasta. Do wykonania tego zlecenia wykorzystywany jest autobus Autosan Solina).
- Żyrardów – od 1 września 2009 PKS Grodzisk Mazowiecki prowadzi działalność na terenie miasta, gdzie zastąpiła ówczesny Miejski Zakład Komunikacji wykonując usługi transportowe.
- Górnośląsko-Zagłębiowska Metropolia[20]

## Galeria

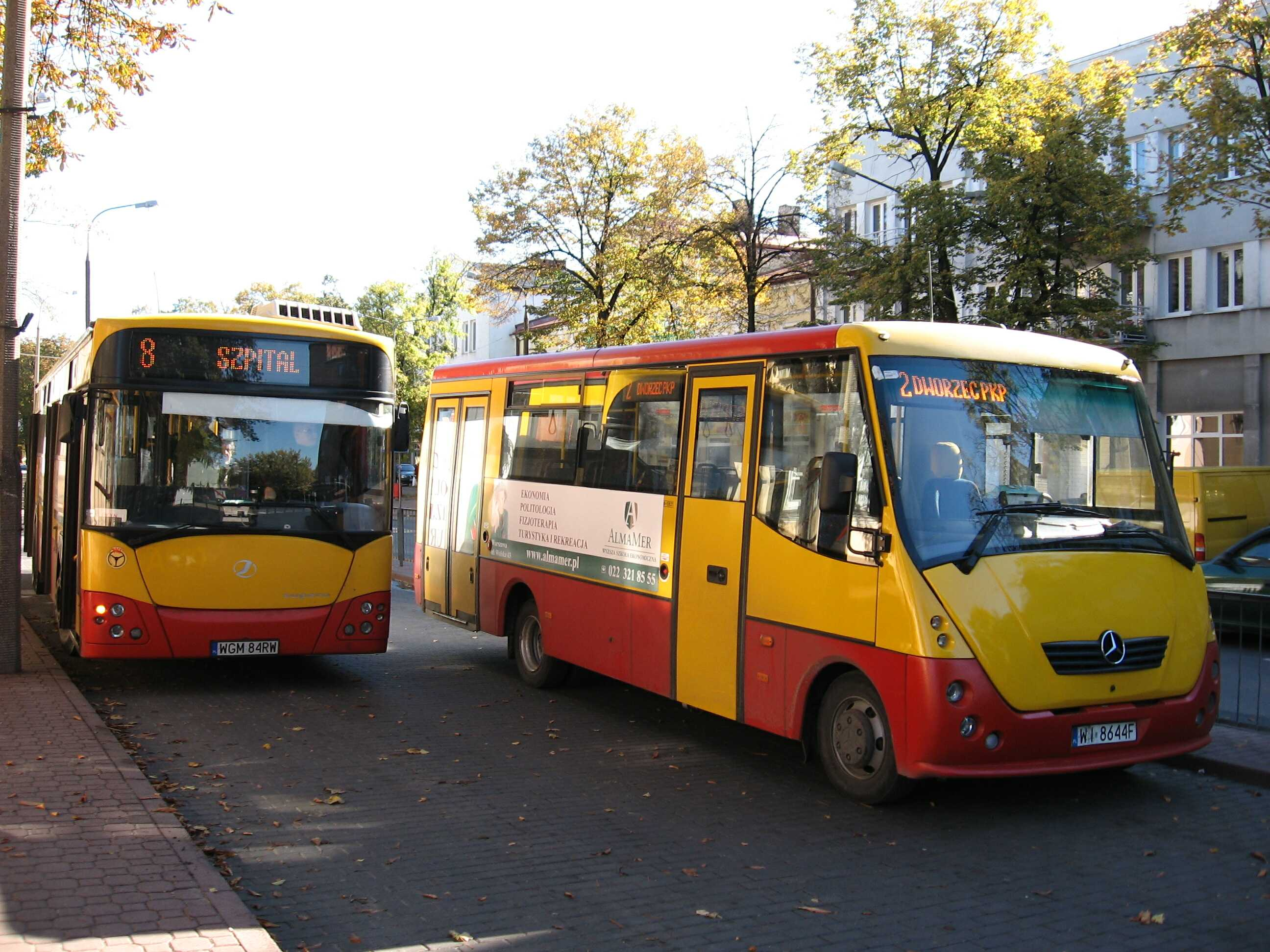
Autobusy marki Jelcz i Autosan na liniach 8 i 2 komunikacji miejskiej Grodziska Mazowieckiego
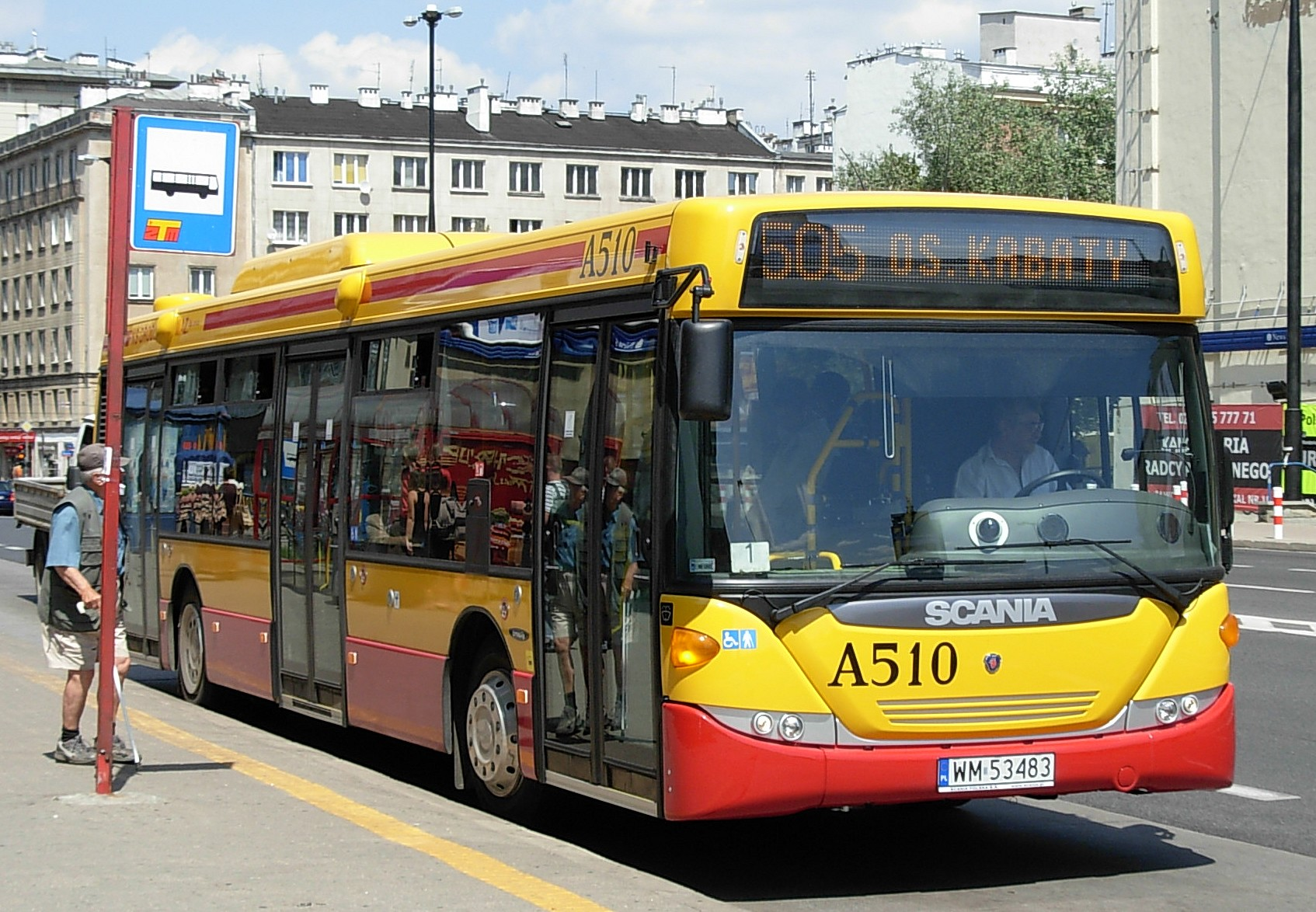
Należący do PKS Grodzisk autobus A510 marki Scania na linii 505 w Warszawie
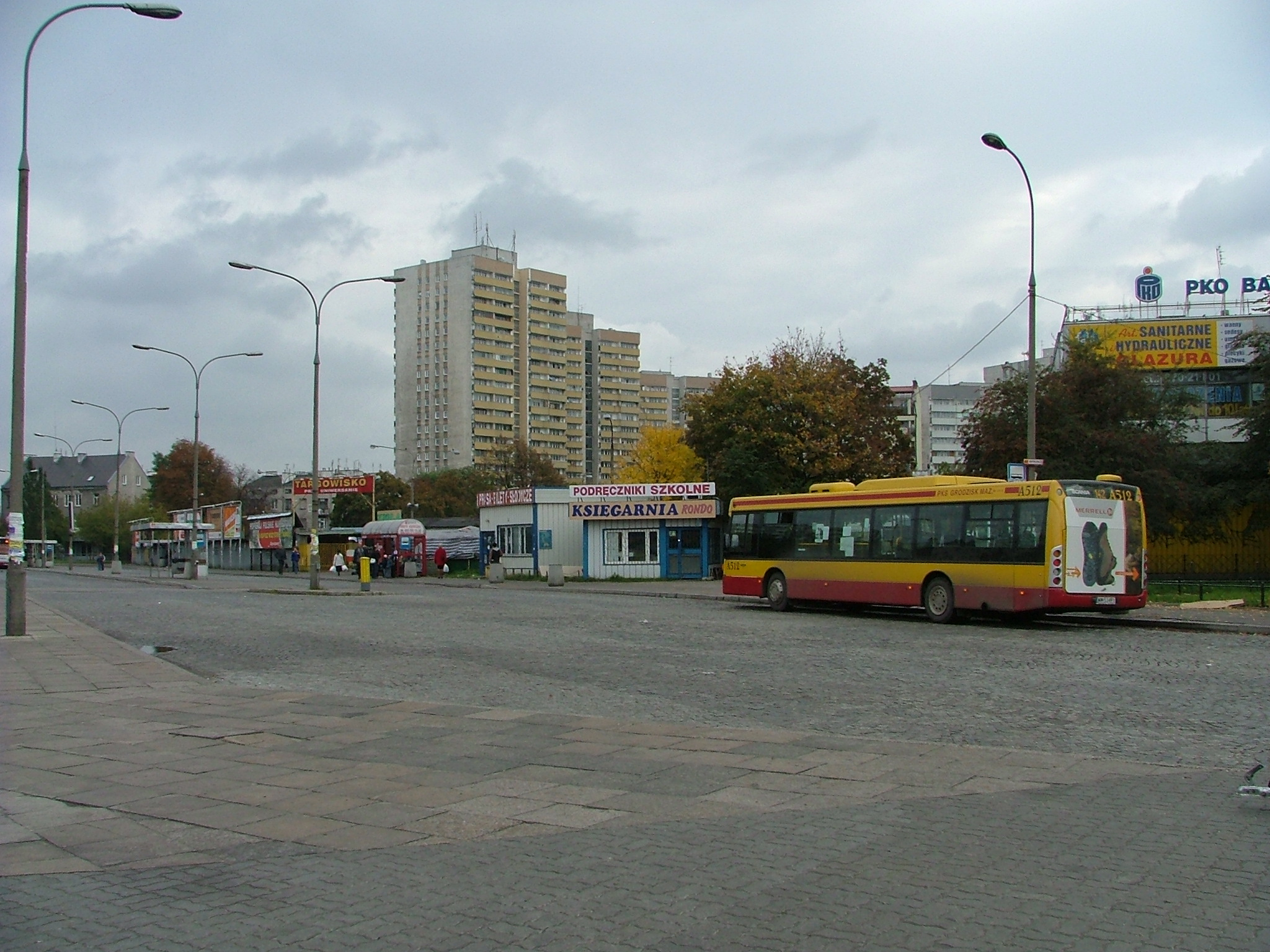
Autobus A512 na linii 142 w Warszawie